# Байо, Вакун
Ваку́н Иссу́ф Байо́ (фр. Vakoun Issouf Bayo; род. 10 января 1997, Далоа) — ивуарийский футболист, центральный нападающий футбольного клуба «Уотфорд».

## Биография
Карьеру футболиста Вакун Байо начинал на родине, защищая цвета клуба «Стад Абиджан».
12 сентября 2015 года перешёл в тунисский «Этуаль дю Сахель». За 2,5 года, проведённых в Тунисе, сыграл всего лишь в 11 матчах, не забив ни одного мяча.
13 марта 2018 года в качестве свободного агента пополнил ряды словацкого «ДАК 1904». Дебютировал в Fortuna Лиге 18 марта 2018 года в матче против братиславского «Слована» (0:2). Дебютным голом отличился 1 апреля 2018 года в матче против «Спартака» (Трнава) (1:0).
8 января 2019 года перешёл в шотландский «Селтик». В феврале стало известно, что клуб не сможет включить Байо в заявку команды для участия в Лиге Европы, поскольку на этой стадии соревнований можно пополнить состав лишь тремя игроками (эти места были отданы Джереми Тольяну, Оливеру Берку и Тимоти Веа). За полгода пребывания в команде появился на поле всего однажды, выйдя 17 февраля 2019 года на замену за минуту до финального свистка в выездном матче чемпионата Шотландии против «Килмарнока». В сезоне 2019/2020 также не стал основным игроком команды.
В сезоне 2020/21 выступал на правах аренды в клубе «Тулуза».

## Клубная статистика
| Клуб             | Сезон           | Чемпионат | Чемпионат | Кубок | Кубок | Еврокубки | Еврокубки | Другое | Другое | Итого | Итого |
| Клуб             | Сезон           | Игры      | Голы      | Игры  | Голы  | Игры      | Голы      | Игры   | Голы   | Игры  | Голы  |
| ---------------- | --------------- | --------- | --------- | ----- | ----- | --------- | --------- | ------ | ------ | ----- | ----- |
| Этуаль дю Сахель | 2015/16         | 2         | 0         | —     | —     | —         | —         | —      | —      | 2     | 0     |
| Этуаль дю Сахель | 2016/17         | 9         | 0         | —     | —     | —         | —         | —      | —      | 9     | 0     |
| Этуаль дю Сахель | 2017/18         | —         | —         | —     | —     | —         | —         | —      | —      | —     | —     |
| Этуаль дю Сахель | Всего за Этуаль | 11        | 0         | —     | —     | —         | —         | —      | —      | 11    | 0     |
| ДАК 1904         | 2017/18         | 9         | 4         | —     | —     | —         | —         | —      | —      | 9     | 4     |
| ДАК 1904         | 2018/19         | 16        | 10        | 3     | 5     | 4         | 3         | —      | —      | 23    | 18    |
| ДАК 1904         | Всего за ДАК    | 25        | 14        | 3     | 5     | 4         | 3         | —      | —      | 32    | 22    |
| Селтик           | 2018/19         | 1         | 0         | —     | —     | —         | —         | —      | —      | 1     | 0     |
| Селтик           | 2019/20         | 6         | 2         | 1     | 1     | 5         | 0         | —      | —      | 12    | 3     |
| Селтик           | Всего за Селтик | 7         | 2         | 1     | 1     | 5         | 0         | —      | —      | 13    | 3     |
| Всего            | Всего           | 43        | 16        | 4     | 6     | 9         | 3         | —      | —      | 56    | 25    |

## Карьера в сборной
Вакун Байо в 2015 году провел 4 товарищеских матча за сборную Кот-д’Ивуара U22 в рамках Турнира в Тулоне, отличившись в них единственным голом, забитым 28 мая 2015 года сверстникам из Мексики.
12 октября 2018 года он дебютировал за национальную сборную Кот-д’Ивуара в домашнем отборочном матче Кубка Африки 2019 против сборной ЦАР (4:0), выйдя на поле за 8 минут до окончания поединка.

## Статистика игр за национальную сборную
| Сборная          | Сезон            | Товарищеские | Товарищеские | Турниры | Турниры | Всего | Всего |
| Сборная          | Сезон            | Игры         | Голы         | Игры    | Голы    | Игры  | Голы  |
| ---------------- | ---------------- | ------------ | ------------ | ------- | ------- | ----- | ----- |
| Кот-д’Ивуар      | 2018             | —            | —            | 2       | 0       | 2     | 0     |
| Всего за карьеру | Всего за карьеру | —            | —            | 2       | 0       | 2     | 0     |